# Saison 2022-2023 des Raptors de Toronto
La saison 2022-2023 des Raptors de Toronto est la 28e saison de la franchise en NBA.

## Draft
| Tour | Choix | Joueur           | Poste | Nationalité | Provenance            |
| ---- | ----- | ---------------- | ----- | ----------- | --------------------- |
| 2    | 33    | Christian Koloko | C     | Cameroun    | Wildcats de l'Arizona |

## Matchs

### Summer League
| Summer League Total: 4-1 |

| Match | Date match | Équipe       | Score   | Meilleur marqueur  | Meilleur rebondeur | Meilleur passeur    | Lieux Spectateurs      | Série |
| ----- | ---------- | ------------ | ------- | ------------------ | ------------------ | ------------------- | ---------------------- | ----- |
| 1     | 9 juillet  | Philadelphie | V 97-77 | Armoni Brooks (25) | Armoni Brooks (6)  | Jeff Dowtin (9)     | Cox Pavilion 0         | 1 - 0 |
| 2     | 12 juillet | Chicago      | D 83-93 | Dalano Banton (18) | D. J. Wilson (5)   | Dalano Banton (5)   | Thomas & Mack Center 0 | 1 - 1 |
| 3     | 13 juillet | Utah         | V 80-74 | D. J. Wilson (22)  | D. J. Wilson (9)   | Dalano Banton (4)   | Cox Pavilion 0         | 2 - 1 |
| 4     | 15 juillet | Miami        | V 88-78 | Dalano Banton (18) | Jeff Dowtin (8)    | Jeff Dowtin (5)     | Cox Pavilion 0         | 3 - 1 |
| 5     | 17 juillet | Milwaukee    | V 80-69 | Abu Kigab (15)     | Abu Kigab (10)     | Barcello, Vital (4) | Cox Pavilion 0         | 4 - 1 |

### Pré-saison
| Pré-saison Total: 3-2 (Domicile : 2-1; Extérieur : 1-1) |

| Match | Date match | Équipe    | Score          | Meilleur marqueur  | Meilleur rebondeur | Meilleur passeur   | Lieux Spectateurs       | Série |
| ----- | ---------- | --------- | -------------- | ------------------ | ------------------ | ------------------ | ----------------------- | ----- |
| 1     | 2 octobre  | Utah      | V 114-82       | Chris Boucher (11) | Chris Boucher (10) | Barnes, Wilson (3) | Rogers Place 17 100     | 1 - 0 |
| 2     | 5 octobre  | @ Boston  | V 125-119 (OT) | Trois joueurs (13) | D. J. Wilson (8)   | Jeff Dowtin (5)    | TD Garden 19 156        | 2 - 0 |
| 3     | 7 octobre  | @ Houston | D 100-116      | Pascal Siakam (18) | Scottie Barnes (7) | Banton, Barnes (4) | Toyota Center 10 902    | 2 - 1 |
| 4     | 9 octobre  | Chicago   | D 98-115       | Pascal Siakam (18) | Pascal Siakam (9)  | Gary Trent Jr. (3) | Scotiabank Arena 16 559 | 2 - 2 |
| 5     | 14 octobre | Boston    | V 137-134 (OT) | OG Anunoby (32)    | Achiuwa, Young (8) | Fred VanVleet (7)  | Bell Centre 21 900      | 3 - 2 |

### Saison régulière
| Saison régulière Total: 41-41 (Domicile : 27-14; Extérieur : 14-27) |

| Match | Date match | Équipe       | Score     | Meilleur marqueur      | Meilleur rebondeur    | Meilleur passeur   | Lieux Spectateurs       | Série |
| ----- | ---------- | ------------ | --------- | ---------------------- | --------------------- | ------------------ | ----------------------- | ----- |
| 1     | 19 octobre | Cleveland    | V 108-105 | Pascal Siakam (23)     | Pascal Siakam (11)    | Scottie Barnes (7) | Scotiabank Arena 19 800 | 1 - 0 |
| 2     | 21 octobre | @ Brooklyn   | D 105-109 | Pascal Siakam (37)     | Pascal Siakam (12)    | Pascal Siakam (11) | Barclays Center 17 732  | 1 - 1 |
| 3     | 22 octobre | @ Miami      | D 109-112 | Siakam, Trent Jr. (23) | Precious Achiuwa (11) | Fred VanVleet (10) | FTX Arena 19 600        | 1 - 2 |
| 4     | 24 octobre | @ Miami      | V 98-90   | Fred VanVleet (24)     | Precious Achiuwa (22) | Fred VanVleet (9)  | FTX Arena 19 600        | 2 - 2 |
| 5     | 26 octobre | Philadelphie | V 119-109 | Gary Trent Jr. (27)    | Scottie Barnes (10)   | Pascal Siakam (13) | Scotiabank Arena 19 800 | 3 - 2 |
| 6     | 28 octobre | Philadelphie | D 90-112  | Pascal Siakam (26)     | Pascal Siakam (10)    | Pascal Siakam (6)  | Scotiabank Arena 19 800 | 3 - 3 |
| 7     | 31 octobre | Atlanta      | V 139-109 | Pascal Siakam (31)     | Pascal Siakam (12)    | Scottie Barnes (8) | Scotiabank Arena 19 800 | 4 - 3 |

| Match | Date match  | Équipe                | Score          | Meilleur marqueur      | Meilleur rebondeur    | Meilleur passeur    | Lieux Spectateurs               | Série   |
| ----- | ----------- | --------------------- | -------------- | ---------------------- | --------------------- | ------------------- | ------------------------------- | ------- |
| 8     | 2 novembre  | @ San Antonio         | V 143-100      | Gary Trent Jr. (24)    | Pascal Siakam (10)    | Pascal Siakam (11)  | AT&T Center 12 155              | 5 - 3   |
| 9     | 4 novembre  | @ Dallas              | D 110-111      | OG Anunoby (27)        | Scottie Barnes (11)   | Scottie Barnes (10) | American Airlines Center 20 177 | 5 - 4   |
| 10    | 6 novembre  | Chicago               | V 113-104      | Fred VanVleet (30)     | Scottie Barnes (10)   | Fred VanVleet (11)  | Scotiabank Arena 19 800         | 6 - 4   |
| 11    | 7 novembre  | @ Chicago             | D 97-111       | Fred VanVleet (27)     | Scottie Barnes (6)    | Scottie Barnes (5)  | United Center 21 142            | 6 - 5   |
| 12    | 9 novembre  | Houston               | V 116-109      | Fred VanVleet (32)     | OG Anunoby (10)       | Scottie Barnes (5)  | Scotiabank Arena 19 800         | 7 - 5   |
| 13    | 11 novembre | @ Oklahoma City       | D 113-132      | Chris Boucher (20)     | Chris Boucher (12)    | Banton, Barnes (4)  | Paycom Center 16 104            | 7 - 6   |
| 14    | 12 novembre | @ Indiana             | D 104-118      | OG Anunoby (26)        | Scottie Barnes (9)    | Scottie Barnes (5)  | Gainbridge Fieldhouse 13 089    | 7 - 7   |
| 15    | 14 novembre | @ Détroit             | V 115-111      | Dalano Banton (27)     | OG Anunoby (7)        | Quatre joueurs (4)  | Little Caesars Arena 16 988     | 8 - 7   |
| 16    | 16 novembre | Miami                 | V 112-104      | OG Anunoby (32)        | Anunoby, Boucher (10) | Fred VanVleet (8)   | Scotiabank Arena 19 800         | 9 - 7   |
| 17    | 19 novembre | @ Atlanta             | D 122-124 (OT) | Scottie Barnes (28)    | Scottie Barnes (11)   | Scottie Barnes (9)  | State Farm Arena 18 051         | 9 - 8   |
| 18    | 23 novembre | Brooklyn              | D 98-112       | Gary Trent Jr. (19)    | Chris Boucher (16)    | Thaddeus Young (5)  | Scotiabank Arena 19 800         | 9 - 9   |
| 19    | 26 novembre | Dallas                | V 105-100      | Anunoby, VanVleet (26) | Chris Boucher (13)    | Fred VanVleet (7)   | Scotiabank Arena 19 800         | 10 - 9  |
| 20    | 28 novembre | Cleveland             | V 100-88       | OG Anunoby (20)        | Pascal Siakam (11)    | Trois joueurs (5)   | Scotiabank Arena 19 800         | 11 - 9  |
| 21    | 30 novembre | @ La Nouvelle-Orléans | D 108-126      | Gary Trent Jr. (35)    | Siakam, VanVleet (6)  | Fred VanVleet (6)   | Smoothie King Center 14 845     | 11 - 10 |

| Match | Date match  | Équipe         | Score          | Meilleur marqueur     | Meilleur rebondeur  | Meilleur passeur     | Lieux Spectateurs                 | Série   |
| ----- | ----------- | -------------- | -------------- | --------------------- | ------------------- | -------------------- | --------------------------------- | ------- |
| 22    | 2 décembre  | @ Brooklyn     | D 105-114      | Pascal Siakam (24)    | Barnes, Koloko (9)  | Fred VanVleet (6)    | Barclays Center 17 732            | 11 - 11 |
| 23    | 3 décembre  | Orlando        | V 121-108      | OG Anunoby (32)       | Scottie Barnes (14) | Pascal Siakam (10)   | Scotiabank Arena 19 800           | 12 - 11 |
| 24    | 5 décembre  | Boston         | D 110-116      | Pascal Siakam (29)    | Chris Boucher (9)   | Pascal Siakam (7)    | Scotiabank Arena 19 800           | 12 - 12 |
| 25    | 7 décembre  | L.A. Lakers    | V 126-113      | Siakam, VanVleet (25) | Scottie Barnes (17) | Siakam, VanVleet (7) | Scotiabank Arena 19 800           | 13 - 12 |
| 26    | 9 décembre  | @ Orlando      | D 109-113      | Pascal Siakam (36)    | Pascal Siakam (9)   | Pascal Siakam (7)    | Amway Center 17 008               | 13 - 13 |
| 27    | 11 décembre | @ Orlando      | D 99-111       | Gary Trent Jr. (24)   | Pascal Siakam (6)   | Siakam, VanVleet (7) | Amway Center 16 891               | 13 - 14 |
| 28    | 14 décembre | Sacramento     | D 123-124      | Fred VanVleet (39)    | Fred VanVleet (8)   | Scottie Barnes (10)  | Scotiabank Arena 19 800           | 13 - 15 |
| 29    | 16 décembre | Brooklyn       | D 116-119      | Fred VanVleet (39)    | Pascal Siakam (7)   | Pascal Siakam (5)    | Scotiabank Arena 19 800           | 13 - 16 |
| 30    | 18 décembre | Golden State   | D 110-126      | Pascal Siakam (27)    | Chris Boucher (14)  | Fred VanVleet (8)    | Scotiabank Arena 19 800           | 13 - 17 |
| 31    | 19 décembre | @ Philadelphie | D 101-104 (OT) | Pascal Siakam (38)    | Pascal Siakam (15)  | Pascal Siakam (6)    | Wells Fargo Center 20 408         | 13 - 18 |
| 32    | 21 décembre | @ New York     | V 113-106      | Pascal Siakam (52)    | Pascal Siakam (9)   | Pascal Siakam (7)    | Madison Square Garden 19 294      | 14 - 18 |
| 33    | 23 décembre | @ Cleveland    | V 118-107      | Anunoby, Siakam (26)  | Scottie Barnes (10) | Pascal Siakam (9)    | Rocket Mortgage FieldHouse 19 432 | 15 - 18 |
| 34    | 27 décembre | L.A. Clippers  | D 113-124      | Pascal Siakam (36)    | Scottie Barnes (12) | Scottie Barnes (8)   | Scotiabank Arena 19 800           | 15 - 19 |
| 35    | 29 décembre | Memphis        | D 106-119      | Pascal Siakam (25)    | Barnes, Siakam (10) | Malachi Flynn (5)    | Scotiabank Arena 19 800           | 15 - 20 |
| 36    | 30 décembre | Phoenix        | V 113-104      | Gary Trent Jr. (35)   | Trois joueurs (5)   | Pascal Siakam (6)    | Scotiabank Arena 19 800           | 16 - 20 |

| Match | Date match | Équipe         | Score          | Meilleur marqueur     | Meilleur rebondeur    | Meilleur passeur    | Lieux Spectateurs            | Série   |
| ----- | ---------- | -------------- | -------------- | --------------------- | --------------------- | ------------------- | ---------------------------- | ------- |
| 37    | 2 janvier  | @ Indiana      | D 114-122      | Gary Trent Jr. (32)   | Barnes, Anunoby (8)   | Scottie Barnes (8)  | Gainbridge Fieldhouse 14 054 | 16 - 21 |
| 38    | 4 janvier  | Milwaukee      | D 101-104 (OT) | Fred VanVleet (28)    | OG Anunoby (9)        | Fred VanVleet (12)  | Scotiabank Arena 19 800      | 16 - 22 |
| 39    | 6 janvier  | New York       | D 108-112      | Fred VanVleet (28)    | Pascal Siakam (13)    | Fred VanVleet (7)   | Scotiabank Arena 19 800      | 16 - 23 |
| 40    | 8 janvier  | Portland       | V 117-105      | Pascal Siakam (27)    | Scottie Barnes (9)    | Fred VanVleet (7)   | Scotiabank Arena 19 800      | 17 - 23 |
| 41    | 10 janvier | Charlotte      | V 132-120      | Pascal Siakam (28)    | Koloko, Siakam (8)    | Fred VanVleet (8)   | Scotiabank Arena 19 800      | 18 - 23 |
| 42    | 12 janvier | Charlotte      | V 124-114      | Pascal Siakam (35)    | Barnes, Siakam (7)    | Scottie Barnes (9)  | Scotiabank Arena 19 800      | 19 - 23 |
| 43    | 14 janvier | Atlanta        | D 103-114      | Scottie Barnes (27)   | Scottie Barnes (12)   | Pascal Siakam (6)   | Scotiabank Arena 19 800      | 19 - 24 |
| 44    | 16 janvier | @ New York     | V 123-121 (OT) | Fred VanVleet (33)    | Achiuwa, Siakam (9)   | Scottie Barnes (27) | Madison Square Garden 19 812 | 20 - 24 |
| 45    | 17 janvier | @ Milwaukee    | D 122-130      | Fred VanVleet (39)    | Scottie Barnes (13)   | Fred VanVleet (7)   | Fiserv Forum 17 341          | 20 - 25 |
| 46    | 19 janvier | @ Minnesota    | D 126-128      | Scottie Barnes (29)   | Anunoby, Barnes (8)   | Fred VanVleet (10)  | Target Center 16 318         | 20 - 26 |
| 47    | 21 janvier | Boston         | D 104-106      | Pascal Siakam (29)    | Precious Achiuwa (11) | Pascal Siakam (10)  | Scotiabank Arena 19 800      | 20 - 27 |
| 48    | 22 janvier | New York       | V 125-116      | Fred VanVleet (28)    | Precious Achiuwa (11) | Barnes, Siakam (6)  | Scotiabank Arena 19 261      | 21 - 27 |
| 49    | 25 janvier | @ Sacramento   | V 113-95       | Pascal Siakam (26)    | Pascal Siakam (11)    | Scottie Barnes (10) | Golden 1 Center 17 767       | 22 - 27 |
| 50    | 27 janvier | @ Golden State | D 117-129      | Fred VanVleet (28)    | Precious Achiuwa (11) | Fred VanVleet (10)  | Chase Center 18 064          | 22 - 28 |
| 51    | 28 janvier | @ Portland     | V 123-105      | Precious Achiuwa (27) | Precious Achiuwa (13) | Fred VanVleet (9)   | Moda Center 19 393           | 23 - 28 |
| 52    | 30 janvier | @ Phoenix      | D 106-114      | Fred VanVleet (24)    | Precious Achiuwa (12) | Fred VanVleet (9)   | Footprint Center 17 071      | 23 - 29 |

| Match                  | Date match  | Équipe              | Score     | Meilleur marqueur  | Meilleur rebondeur    | Meilleur passeur   | Lieux Spectateurs                 | Série   |
| ---------------------- | ----------- | ------------------- | --------- | ------------------ | --------------------- | ------------------ | --------------------------------- | ------- |
| 53                     | 1er février | @ Utah              | D 128-131 | Fred VanVleet (34) | Scottie Barnes (14)   | Fred VanVleet (10) | Vivint Smart Home Arena 18 206    | 23 - 30 |
| 54                     | 3 février   | @ Houston           | V 117-111 | Fred VanVleet (32) | Achiuwa, Boucher (8)  | Trois joueurs (4)  | Toyota Center 16 585              | 24 - 30 |
| 55                     | 5 février   | @ Memphis           | V 106-103 | Pascal Siakam (19) | Chris Boucher (10)    | Fred VanVleet (7)  | FedExForum 17 794                 | 25 - 30 |
| 56                     | 8 février   | San Antonio         | V 112-98  | Pascal Siakam (37) | Chris Boucher (11)    | Pascal Siakam (7)  | Scotiabank Arena 19 800           | 26 - 30 |
| 57                     | 10 février  | Utah                | D 116-122 | Pascal Siakam (35) | Scottie Barnes (7)    | Scottie Barnes (9) | Scotiabank Arena 19 800           | 26 - 31 |
| 58                     | 12 février  | Détroit             | V 119-118 | Fred VanVleet (35) | Precious Achiuwa (11) | Fred VanVleet (8)  | Scotiabank Arena 19 800           | 27 - 31 |
| 59                     | 14 février  | Orlando             | V 123-113 | Jakob Pöltl (30)   | Precious Achiuwa (13) | Fred VanVleet (15) | Scotiabank Arena 19 800           | 28 - 31 |
| NBA All-Star Game 2023 |             |                     |           |                    |                       |                    |                                   |         |
| 60                     | 23 février  | La Nouvelle-Orléans | V 115-110 | Pascal Siakam (26) | Jakob Pöltl (18)      | Pascal Siakam (5)  | Scotiabank Arena 19 800           | 29 - 31 |
| 61                     | 25 février  | @ Détroit           | V 95-91   | Pascal Siakam (29) | Jakob Pöltl (14)      | Pascal Siakam (5)  | Little Caesars Arena 20 190       | 30 - 31 |
| 62                     | 26 février  | @ Cleveland         | D 93-118  | Pascal Siakam (25) | Jakob Pöltl (9)       | Barnes, Siakam (5) | Rocket Mortgage FieldHouse 19 432 | 30 - 32 |
| 63                     | 28 février  | Chicago             | V 104-98  | Pascal Siakam (20) | Trois joueurs (8)     | Fred VanVleet (9)  | Scotiabank Arena 19 800           | 31 - 32 |

| Match | Date match | Équipe          | Score          | Meilleur marqueur   | Meilleur rebondeur   | Meilleur passeur    | Lieux Spectateurs         | Série   |
| ----- | ---------- | --------------- | -------------- | ------------------- | -------------------- | ------------------- | ------------------------- | ------- |
| 64    | 2 mars     | @ Washington    | D 108-119      | OG Anunoby (26)     | Jakob Pöltl (13)     | Fred VanVleet (8)   | Capital One Arena 14 643  | 31 - 33 |
| 65    | 4 mars     | @ Washington    | V 116-109 (OT) | Gary Trent Jr. (26) | Pöltl, Trent Jr. (5) | Fred VanVleet (9)   | Capital One Arena 18 174  | 32 - 33 |
| 66    | 6 mars     | @ Denver        | D 113-118      | Fred VanVleet (21)  | Barnes, Pöltl (9)    | Fred VanVleet (14)  | Ball Arena 19 520         | 32 - 34 |
| 67    | 8 mars     | @ L.A. Clippers | D 100-108      | Barnes, Siakam (20) | Jakob Pöltl (11)     | Fred VanVleet (9)   | Crypto.com Arena 17 397   | 32 - 35 |
| 68    | 10 mars    | @ L.A. Lakers   | D 112-122      | Scottie Barnes (32) | Jakob Pöltl (10)     | Fred VanVleet (10)  | Crypto.com Arena 18 322   | 32 - 36 |
| 69    | 14 mars    | Denver          | V 125-110      | Fred VanVleet (36)  | Jakob Pöltl (11)     | Fred VanVleet (7)   | Scotiabank Arena 19 800   | 33 - 36 |
| 70    | 16 mars    | Oklahoma City   | V 128-111      | Pascal Siakam (25)  | Pascal Siakam (14)   | Pascal Siakam (8)   | Scotiabank Arena 19 800   | 34 - 36 |
| 71    | 18 mars    | Minnesota       | V 122-107      | Fred VanVleet (28)  | Jakob Pöltl (11)     | Fred VanVleet (7)   | Scotiabank Arena 19 800   | 35 - 36 |
| 72    | 19 mars    | @ Milwaukee     | D 111-118      | Fred VanVleet (23)  | Pascal Siakam (12)   | Fred VanVleet (11)  | Fiserv Forum 17 341       | 35 - 37 |
| 73    | 22 mars    | Indiana         | D 114-118      | Pascal Siakam (31)  | Pascal Siakam (10)   | Fred VanVleet (11)  | Scotiabank Arena 19 800   | 35 - 38 |
| 74    | 24 mars    | Détroit         | V 118-97       | Pascal Siakam (32)  | Chris Boucher (13)   | Pascal Siakam (9)   | Scotiabank Arena 19 800   | 36 - 38 |
| 75    | 26 mars    | Washington      | V 114-104      | Fred VanVleet (28)  | Jakob Pöltl (12)     | Fred VanVleet (7)   | Scotiabank Arena 19 800   | 37 - 38 |
| 76    | 28 mars    | Miami           | V 106-92       | Pascal Siakam (26)  | Jakob Pöltl (10)     | Scottie Barnes (12) | Scotiabank Arena 19 800   | 38 - 38 |
| 77    | 31 mars    | @ Philadelphie  | D 110-117      | Scottie Barnes (29) | Jakob Pöltl (10)     | Scottie Barnes (8)  | Wells Fargo Center 20 993 | 38 - 39 |

| Match | Date match | Équipe      | Score     | Meilleur marqueur   | Meilleur rebondeur    | Meilleur passeur     | Lieux Spectateurs       | Série   |
| ----- | ---------- | ----------- | --------- | ------------------- | --------------------- | -------------------- | ----------------------- | ------- |
| 78    | 2 avril    | @ Charlotte | V 128-108 | Pascal Siakam (36)  | Jakob Pöltl (9)       | Fred VanVleet (20)   | Spectrum Center 16 052  | 39 - 39 |
| 79    | 4 avril    | @ Charlotte | V 120-100 | Pascal Siakam (22)  | Pascal Siakam (14)    | Fred VanVleet (6)    | Spectrum Center 14 965  | 40 - 39 |
| 80    | 5 avril    | @ Boston    | D 93-97   | Pascal Siakam (28)  | Pascal Siakam (11)    | Barnes, VanVleet (5) | TD Garden 19 156        | 40 - 40 |
| 81    | 7 avril    | @ Boston    | D 102-121 | Pascal Siakam (19)  | Achiuwa, Pöltl (7)    | Fred VanVleet (8)    | TD Garden 19 156        | 40 - 41 |
| 82    | 9 avril    | Milwaukee   | V 121-105 | Gary Trent Jr. (23) | Precious Achiuwa (13) | Dalano Banton (7)    | Scotiabank Arena 19 800 | 41 - 41 |

### Play-in tournament
| Play-in Total: 0-1 (Domicile : 0-1; Extérieur : 0-0) |

| Match | Date match | Équipe  | Score     | Meilleur marqueur  | Meilleur rebondeur | Meilleur passeur  | Lieux Spectateurs       | Série |
| ----- | ---------- | ------- | --------- | ------------------ | ------------------ | ----------------- | ----------------------- | ----- |
| 1     | 12 avril   | Chicago | D 105-109 | Pascal Siakam (32) | Fred VanVleet (12) | Fred VanVleet (8) | Scotiabank Arena 18 715 | 0 - 1 |

### Confrontations en saison régulière
| Conférence Est      | Conférence Est                              | Conférence Est                              | Conférence Est                              | Conférence Est                              | Conférence Ouest                            | Conférence Ouest                            | Conférence Ouest                            |
| Division Atlantique | Division Atlantique                         | Division Atlantique                         | Division Atlantique                         | Division Atlantique                         | Division Nord-Ouest                         | Division Nord-Ouest                         | Division Nord-Ouest                         |
| Équipe              | Domicile                                    | Domicile                                    | Extérieur                                   | Extérieur                                   | Équipe                                      | Domicile                                    | Extérieur                                   |
| ------------------- | ------------------------------------------- | ------------------------------------------- | ------------------------------------------- | ------------------------------------------- | ------------------------------------------- | ------------------------------------------- | ------------------------------------------- |
| Boston              | 110-116                                     | 104-106                                     | 93-97                                       | 102-121                                     | Denver                                      | 125-110                                     | 113-118                                     |
| Brooklyn            | 98-112                                      | 116-119                                     | 105-109                                     | 105-114                                     | Minnesota                                   | 122-107                                     | 126-128                                     |
| New York            | 108-112                                     | 125-116                                     | 113-106                                     | 123-121 (OT)                                | Oklahoma City                               | 128-111                                     | 113-132                                     |
| Philadelphie        | 119-109                                     | 90-112                                      | 101-104 (OT)                                | 110-117                                     | Portland                                    | 117-105                                     | 123-105                                     |
|                     |                                             |                                             |                                             |                                             | Utah                                        | 116-122                                     | 128-131                                     |
| Division            | 4–12 (Domicile : 2-6; Extérieur : 2-6)      | 4–12 (Domicile : 2-6; Extérieur : 2-6)      | 4–12 (Domicile : 2-6; Extérieur : 2-6)      | 4–12 (Domicile : 2-6; Extérieur : 2-6)      | Division                                    | 5–5 (Domicile : 4-1; Extérieur : 1-4)       | 5–5 (Domicile : 4-1; Extérieur : 1-4)       |
| Division Centrale   | Division Centrale                           | Division Centrale                           | Division Centrale                           | Division Centrale                           | Division Pacifique                          | Division Pacifique                          | Division Pacifique                          |
| Équipe              | Domicile                                    | Domicile                                    | Extérieur                                   | Extérieur                                   | Équipe                                      | Domicile                                    | Extérieur                                   |
| Chicago             | 113-104                                     | 104-98                                      | 97-111                                      |                                             | Golden State                                | 110-126                                     | 117-129                                     |
| Cleveland           | 108-105                                     | 100-88                                      | 118-107                                     | 93-118                                      | L.A. Clippers                               | 113-124                                     | 100-108                                     |
| Detroit             | 119-118                                     | 118-97                                      | 115-111                                     | 95-91                                       | L.A. Lakers                                 | 126-113                                     | 112-122                                     |
| Indiana             | 114-118                                     |                                             | 104-118                                     | 114-122                                     | Phoenix                                     | 113-104                                     | 106-114                                     |
| Milwaukee           | 101-104 (OT)                                | 121-105                                     | 122-130                                     | 111-118                                     | Sacramento                                  | 123-124                                     | 113-95                                      |
| Division            | 10–8 (Domicile : 7-2; Extérieur : 3-6)      | 10–8 (Domicile : 7-2; Extérieur : 3-6)      | 10–8 (Domicile : 7-2; Extérieur : 3-6)      | 10–8 (Domicile : 7-2; Extérieur : 3-6)      | Division                                    | 3–7 (Domicile : 2-3; Extérieur : 1-3)       | 3–7 (Domicile : 2-3; Extérieur : 1-3)       |
| Division Sud-Est    | Division Sud-Est                            | Division Sud-Est                            | Division Sud-Est                            | Division Sud-Est                            | Division Sud-Ouest                          | Division Sud-Ouest                          | Division Sud-Ouest                          |
| Équipe              | Domicile                                    | Domicile                                    | Extérieur                                   | Extérieur                                   | Équipe                                      | Domicile                                    | Extérieur                                   |
| Atlanta             | 139-109                                     | 103-114                                     | 122-124 (OT)                                |                                             | Dallas                                      | 105-100                                     | 110-111                                     |
| Charlotte           | 132-120                                     | 124-114                                     | 128-108                                     | 120-100                                     | Houston                                     | 116-109                                     | 117-111                                     |
| Miami               | 112-104                                     | 106-92                                      | 109-112                                     | 98-90                                       | Memphis                                     | 106-119                                     | 106-103                                     |
| Orlando             | 121-108                                     | 123-113                                     | 109-113                                     | 99-111                                      | New Orleans                                 | 115-110                                     | 108-126                                     |
| Washington          | 114-104                                     |                                             | 108-119                                     | 116-109 (OT)                                | San Antonio                                 | 112-98                                      | 143-100                                     |
| Division            | 12–5 (Domicile : 8-1; Extérieur : 4-4)      | 12–5 (Domicile : 8-1; Extérieur : 4-4)      | 12–5 (Domicile : 8-1; Extérieur : 4-4)      | 12–5 (Domicile : 8-1; Extérieur : 4-4)      | Division                                    | 7–4 (Domicile : 4-1; Extérieur : 3-3)       | 7–4 (Domicile : 4-1; Extérieur : 3-3)       |
| Conférence          | 26–26 (Domicile : 17–9; Extérieur : 9–17)   | 26–26 (Domicile : 17–9; Extérieur : 9–17)   | 26–26 (Domicile : 17–9; Extérieur : 9–17)   | 26–26 (Domicile : 17–9; Extérieur : 9–17)   | Conférence                                  | 15–15 (Domicile : 10–5; Extérieur : 5–10)   | 15–15 (Domicile : 10–5; Extérieur : 5–10)   |
| Total               | 41–41 (Domicile : 27–14; Extérieur : 14–27) | 41–41 (Domicile : 27–14; Extérieur : 14–27) | 41–41 (Domicile : 27–14; Extérieur : 14–27) | 41–41 (Domicile : 27–14; Extérieur : 14–27) | 41–41 (Domicile : 27–14; Extérieur : 14–27) | 41–41 (Domicile : 27–14; Extérieur : 14–27) | 41–41 (Domicile : 27–14; Extérieur : 14–27) |

## Classements
| Conférence Est | Conférence Est             | Conférence Est | Conférence Est | Conférence Est | Conférence Est | Conférence Est | Conférence Est |
| No             | Franchise                  | Vic.           | Déf.           | MJ             | V/D            | GB             |                |
| -------------- | -------------------------- | -------------- | -------------- | -------------- | -------------- | -------------- | -------------- |
| 1              | z - Bucks de Milwaukee     | 58             | 24             | 82             | .707           | -              |                |
| 2              | y - Celtics de Boston      | 57             | 25             | 82             | .695           | 1              |                |
| 3              | x - 76ers de Philadelphie  | 54             | 28             | 82             | .659           | 4              |                |
| 4              | x - Cavaliers de Cleveland | 51             | 31             | 82             | .622           | 7              |                |
| 5              | x - Knicks de New York     | 47             | 35             | 82             | .573           | 11             |                |
| 6              | x - Nets de Brooklyn       | 45             | 37             | 82             | .549           | 13             |                |
|                |                            |                |                |                |                |                |                |
| 7              | x - Heat de Miami          | 44             | 38             | 82             | .537           | 14             |                |
| 8              | y - Hawks d'Atlanta        | 41             | 41             | 82             | .500           | 17             |                |
| 9              | pi - Raptors de Toronto    | 41             | 41             | 82             | .500           | 17             |                |
| 10             | pi - Bulls de Chicago      | 40             | 42             | 82             | .488           | 18             |                |
|                |                            |                |                |                |                |                |                |
| 11             | o - Pacers de l'Indiana    | 35             | 47             | 82             | .427           | 23             |                |
| 12             | o - Wizards de Washington  | 35             | 47             | 82             | .427           | 23             |                |
| 13             | o - Magic d'Orlando        | 34             | 48             | 82             | .415           | 24             |                |
| 14             | o - Hornets de Charlotte   | 27             | 55             | 82             | .329           | 31             |                |
| 15             | o - Pistons de Détroit     | 17             | 65             | 82             | .207           | 41             |                |

| Division Atlantique       | V  | D  | MJ | V/D  | GB | Dom   | Ext   | Div  |
| ------------------------- | -- | -- | -- | ---- | -- | ----- | ----- | ---- |
| y - Celtics de Boston     | 57 | 25 | 82 | .695 | –  | 32-9  | 25-16 | 11-5 |
| x - 76ers de Philadelphie | 54 | 28 | 82 | .659 | 3  | 29-12 | 25-16 | 10-6 |
| x - Knicks de New York    | 47 | 35 | 82 | .573 | 10 | 23-18 | 24-17 | 8-8  |
| x - Nets de Brooklyn      | 45 | 37 | 82 | .549 | 12 | 23-18 | 22-19 | 7-9  |
| pi - Raptors de Toronto   | 41 | 41 | 82 | .500 | 16 | 27-14 | 14-27 | 4-12 |